# Kroatiens herrlandslag i fotboll
Kroatiens herrlandslag i fotboll (kroatiska: Hrvatska nogometna reprezentacija) är ett landslag som representerar Kroatien i fotboll på herrsidan. Landslagets största framgångar är VM-silvret 2018 samt VM-bronsen 1998 och 2022.
Sedan 2017 är Zlatko Dalić förbundskapten.

## Historia
Kroatien spelade sin första "landskamp" i fotboll som "banatet Kroatien" den 2 april 1940. Banatet Kroatien mötte då Schweiz som besegrades med 5–1 i Zagreb. 1941–1945 representerade landslaget den "Oberoende staten Kroatien". I samband med krigsslutet år 1945 blev Kroatien återigen en del av Jugoslavien. De efterföljande decennierna spelade kroatiska spelare landskamper i Jugoslaviens landslag även om delrepubliken Kroatien den 19 september 1956 spelade en inofficiell match mot Indonesien i Zagreb som vanns av kroaterna med 5–2. I samband med Kroatiens självständighet började laget spela landskamper igen. Kroatien spelade sin första landskamp mot USA i Zagreb den 17 oktober 1990 även om landet fortfarande officiellt tillhörde Jugoslavien. Den matchen vann Kroatien med 2–1.
År 1996 tog sig Kroatien till EM i England som var lagets första stora turnering, och nådde efter segrar mot de regerande Europamästarna Danmark med 3–0 och 1–0 mot Turkiet i gruppspelet kvartsfinal där de förlorade mot blivande Europamästarna Tyskland med 1–2. Den kroatiske anfallaren Davor Šuker gjorde ett av turneringens mer spektakulära mål genom en lobb över Peter Schmeichel i matchen mot Danmark. Šuker gjorde även ett konstmål mot Tyskland. 1998 följdes EM-turneringen upp med Kroatiens första VM-turnering i Frankrike där laget återigen visade sig tillhöra turneringens bästa. Det namnkunniga laget med profiler som Davor Šuker och Zvonimir Boban stod för en av turneringens överraskningar då laget vann VM-brons och sin första medalj någonsin. Kroatien vann bland annat kvartsfinalen mot Tyskland med hela 3–0, och tog revansch mot förlusten i EM-kvartsfinalen, vilket är ett av landslagets stora matcher. I semifinalen förlorade Kroatien mot hemmalaget och blivande världsmästarna Frankrike men vann senare bronsmatchen mot Nederländerna med 2–1. Davor Šuker blev med sina sex mål turneringens främsta målskytt.
Man misslyckades med att kvala in till EM 2000, och efter två VM-kvalmatcher till 2002 års turnering avgick bronstränaren Miroslav Blažević och efterträddes av Mirko Jozić. Denne lyckades föra Kroatien till sitt andra VM, som inte skulle bli lika lyckad som 1998 års VM. Kroatien hade kvar stjärnan Davor Šuker, men dennes karriär var på nedgång och han förpassades mest till bänken. Man fick en dålig start som inleddes med en 0–1-förlust mot Mexiko efter en mexikansk straffspark. Kroatien repade sig trots det och skrällslog Italien med 2–1 i nästa match, men förlust mot Ecuador stoppade kroaterna från fortsatt spel.
År 2004 spelade Kroatien sitt andra EM-slutspel efter att ha slagit ut Slovenien efter 2–1 totalt under två playoffmatcher. I en svår grupp med Frankrike och England kunde inte Kroatien ta sig vidare. Landet blev trea i gruppen efter två avgjorda matcher mot Schweiz (0–0) och Frankrike (2–2).
2004–2005 spelade Kroatien VM-kval i samma grupp som Sverige. Kroatien kunde, bland annat via segrar (1–0, 1–0) mot Sverige, ta sig vidare till VM 2006 i Tyskland där de återigen blev utslagna efter gruppspelet.
Kroatien vann sin grupp i kvalspelet till EM 2008 före Ryssland och England. Därmed gick Kroatien till sitt fjärde raka mästerskap. Kroatien vann över England hemma (2–0) och borta (3–2), vilket ledde till att engelsmännen sensationellt missade EM. Väl i slutspelet tog man tre raka segrar, bland annat vann de mot blivande finalisterna Tyskland med 2–1. Men i kvartsfinalen åkte Kroatien ut mot Turkiet efter straffsparksläggning efter att turkarna kvitterat i förlängningens absoluta slutskede.
Efter att ha missat VM 2010 i Sydafrika kvalade Kroatien till följande VM 2014 i Brasilien. Det blev 1–3-förlust mot Brasilien i öppningsmatchen. Därefter blev det vinst med 4–0 mot Kamerun. Det avslutades med 1–3-förlust mot Mexiko. Kroatien plockade med sig 3 poäng och hamnade efter Brasilien och Mexiko.
Kroatien kvalade i till EM 2016 efter att ha slutat tvåa i sin kvalgrupp bakom Italien. I EM tog man en gruppseger efter premiärseger mot Turkiet (1–0), oavgjort mot Tjeckien (2–2), och en avgörande 2–1-seger mot Spanien. I åttondelsfinalen tog det då slut efter att man förlorat på ett sent förlängningsmål mot de blivande mästarna Portugal.
I november 2017 slog Kroatien ut Grekland i VM-kvalspelet och kvalificerade sig för VM 2018 i Ryssland där de nådde sin första final och vann VM-silver efter förlust mot Frankrike med 2–4. Innan dess vann de mot bland annat Danmark, värdlandet Ryssland och England, samtliga matcher krävde förlängning varav de två första även krävde straffsparksläggning för avgörande.
Vid VM 2022 i Qatar, som spelades i slutet av november och början-mitten av december, gick Kroatien till semifinal där man åkte på stryk med 0–3 mot Argentina. I matchen om tredje pris kom Kroatien igen, och vann bronspengen efter seger med 2–1 mot Marocko.

## Nuvarande spelartrupp
Följande spelare var uttagna i Världsmästerskapet i fotboll 2022.
Matcher och mål är korrekta per 17 december 2022 efter matchen om tredje pris mot Marocko.
| Nr | Pos. | Namn              | Födelsedatum (ålder) | Matcher | Mål |           | Klubb                  |
| -- | ---- | ----------------- | -------------------- | ------- | --- | --------- | ---------------------- |
| 1  | MV   | Dominik Livaković | 9 januari 1995       | 41      | 0   | Kroatien  | Dinamo Zagreb          |
| 12 | MV   | Ivo Grbić         | 18 januari 1996      | 4       | 0   | Spanien   | Atlético Madrid        |
| 23 | MV   | Ivica Ivušić      | 1 februari 1995      | 7       | 0   | Kroatien  | Osijek                 |
|    |      |                   |                      |         |     |           |                        |
| 2  | F    | Josip Stanišić    | 2 april 2000         | 9       | 0   | Tyskland  | Bayern München         |
| 3  | F    | Borna Barišić     | 10 november 1992     | 31      | 1   | Skottland | Rangers                |
| 5  | F    | Martin Erlić      | 24 januari 1998      | 6       | 0   | Italien   | Sassuolo               |
| 6  | F    | Dejan Lovren      | 5 juli 1989          | 79      | 5   | Ryssland  | Zenit Saint Petersburg |
| 19 | F    | Borna Sosa        | 21 januari 1998      | 14      | 1   | Tyskland  | VfB Stuttgart          |
| 20 | F    | Joško Gvardiol    | 23 januari 2002      | 19      | 2   | Tyskland  | RB Leipzig             |
| 21 | F    | Domagoj Vida      | 29 april 1989        | 102     | 4   | Grekland  | AEK Aten               |
| 22 | F    | Josip Juranović   | 16 augusti 1995      | 28      | 0   | Skottland | Celtic                 |
| 24 | F    | Josip Šutalo      | 28 februari 2000     | 5       | 0   | Kroatien  | Dinamo Zagreb          |
|    |      |                   |                      |         |     |           |                        |
| 7  | MF   | Lovro Majer       | 17 januari 1998      | 18      | 4   | Frankrike | Rennes                 |
| 8  | MF   | Mateo Kovačić     | 6 maj 1994           | 91      | 3   | England   | Chelsea                |
| 10 | MF   | Luka Modrić       | 9 september 1985     | 162     | 23  | Spanien   | Real Madrid            |
| 11 | MF   | Marcelo Brozović  | 16 november 1992     | 84      | 7   | Italien   | Inter                  |
| 13 | MF   | Nikola Vlašić     | 4 oktober 1997       | 48      | 7   | Italien   | Torino                 |
| 15 | MF   | Mario Pašalić     | 9 februari 1995      | 50      | 7   | Italien   | Atalanta               |
| 25 | MF   | Luka Sučić        | 8 september 2002     | 6       | 0   | Österrike | Red Bull Salzburg      |
| 26 | MF   | Kristijan Jakić   | 14 maj 1997          | 6       | 0   | Tyskland  | Eintracht Frankfurt    |
|    |      |                   |                      |         |     |           |                        |
| 4  | A    | Ivan Perišić      | 2 februari 1989      | 123     | 33  | England   | Tottenham Hotspur      |
| 9  | A    | Andrej Kramarić   | 19 juni 1991         | 81      | 22  | Tyskland  | 1899 Hoffenheim        |
| 14 | A    | Marko Livaja      | 26 augusti 1993      | 20      | 4   | Kroatien  | Hajduk Split           |
| 16 | A    | Bruno Petković    | 16 september 1994    | 29      | 7   | Kroatien  | Dinamo Zagreb          |
| 17 | A    | Ante Budimir      | 22 juli 1991         | 19      | 1   | Spanien   | Osasuna                |
| 18 | A    | Mislav Oršić      | 29 december 1992     | 27      | 2   | Kroatien  | Dinamo Zagreb          |

### Meriter
- VM i fotboll: 1998, 2002, 2006, 2014, 2018, 2022
  - VM-silver 2018
  - VM-brons 1998, 2022

- EM i fotboll: 1996, 2004, 2008, 2012, 2016, 2020, 2024

## Kända spelare
- Slaven Bilić
- Zvonimir Boban
- Alen Bokšić
- Vedran Ćorluka
- Robert Jarni
- Nikola Kalinić
- Ivan Klasnić
- Niko Kovač
- Robert Kovač
- Mateo Kovačić
- Niko Kranjčar
- Dražen Ladić
- Mario Mandžukić
- Luka Modrić
- Ivica Olić
- Ivan Perišić
- Robert Prosinečki
- Dado Pršo
- Eduardo da Silva
- Dario Simić
- Zvonimir Soldo
- Darijo Srna
- Mario Stanić
- Igor Štimac
- Danijel Subašić
- Davor Šuker
- Igor Tudor
- Ivan Rakitić

## Förbundskaptener
| Förbundskapten    | Årtal     |
| ----------------- | --------- |
| Dražan Jerković   | 1990–1991 |
| Stanko Poklepović | 1992      |
| Vlatko Marković   | 1993      |
| Miroslav Blažević | 1994–2000 |
| Mirko Jozić       | 2000–2002 |
| Otto Barić        | 2002–2004 |
| Zlatko Kranjčar   | 2004–2006 |
| Slaven Bilić      | 2006–2012 |
| Igor Štimac       | 2012–2013 |
| Niko Kovač        | 2013–2015 |
| Ante Čačić        | 2015–2017 |
| Zlatko Dalić      | 2017–     |

### Fotnoter
1. ↑  ”Men's Ranking”. Fifa. https://inside.fifa.com/fifa-world-ranking/men?dateId=id14415. Läst 2 juli 2024.
2. ↑  Jonathan Kvarnström (15 juli 2018). ”Frankrike mästare i målrik final” (på svenska). SVT Sport. https://www.svt.se/sport/fotbolls-vm-2018/frankrike-mastare-i-malrik-final. Läst 17 december 2022.
3. ↑  Frida Fagerlund (12 november 2017). ”Ett avslut på mål när Kroatien säkrade VM-biljett” (på svenska). Sportbladet. https://www.aftonbladet.se/sportbladet/fotboll/a/ORM9V/ett--avslut-pa-mal-nar-kroatien-sakrade-vm-biljett. Läst 1 juli 2018.
4. ↑  Daniel Grefve (17 december 2022). ”Kroatien tog VM-brons” (på svenska). SVT Sport. https://www.svt.se/sport/fotboll/kroatien-tog-vm-brons-slog-marocko-da-afrikas-drom-gick-i-kras. Läst 17 december 2022.